# Zeitschrift für Sozialökonomie
Die Zeitschrift für Sozialökonomie (ZfSÖ) ist eine deutsche Zeitschrift für Wirtschafts- und Sozialpolitik, Bodenrecht, Geld- und Währungspolitik. Sie erscheint seit 1964 und hieß bis 1979 Zeitschrift für Sozialökonomie. Mensch – Technik – Gesellschaft / mtg. Die damalige Redaktion bestand aus Heinz-Peter Neumann, Claas-Hermann Janssen alias Elimar Rosenbohm, Bernd Hasecke und Kurt Th. Richter. Bis 1979 erschien die Zeitschrift bei Bernd Hasecke, Velbert; Herausgeberin war die Akademie für Freie und Soziale Ordnung – Institut der Sozialwissenschaftlichen Gesellschaft von 1950 e. V. Seit 1980 wird die Zeitschrift beim Gauke GmbH – Verlag für Sozialökonomie verlegt, der heute in Kiel (früher: Lütjenburg) den Namen Rettberg-Gauke Verlags- und Medienservice führt. Nach der 200. Folge im Juni 2019 wurde die Printausgabe eingestellt, die Zeitschrift erscheint nun ausschließlich im Internet.

## Beiträge
In der Zeitschrift finden sich neben Beiträgen zu einer nachhaltigen Wirtschaftsordnung auch kritische Artikel über das Finanz- und Geldsystem. So erschienen auch einige Artikel, die die Finanzkrise ab 2007 beschrieben und in ihren Ursachen erläuterten. Die Zeitschrift erschien erstmals im Dezember 1964 und die damalige Redaktion bildeten Heinz-Peter Neumann, Claas-Hermann Janssen alias Elimar Rosenbohm, Bernd Hasecke und Kurt Th. Richter.

## Herausgeber und Mitarbeiter
Herausgegeben wird die Zeitschrift für Sozialökonomie von der Stiftung für Reform der Geld- und Bodenordnung in Zusammenarbeit mit der Sozialwissenschaftlichen Gesellschaft 1950 e. V.
Verantwortlicher Redakteur ist Werner Onken. Zu den Mitarbeitern gehören unter anderem Dirk Löhr, Gerhard Senft und Johann Walter.

## Standpunkte
Die Autoren, die durch eine konstruktiv-kritische Nähe zur Freiwirtschaftslehre Silvio Gesells miteinander verbunden sind, setzen sich kritisch mit der neoklassischen Standardökonomie auseinander. Im Gegensatz zum neoklassischen Axiom, wonach das Geld neutral sei, sehen sie gerade in der Nicht-Neutralität des Geldes die wesentliche Ursache für die ungerechte Verteilung der Einkommen und Vermögen sowie für die Krisenanfälligkeit kapitalistischer Marktwirtschaften.
So hat sich die Zeitschrift zur Aufgabe gemacht, den alternativökonomischen Gedanken einer Neutralisierung des Geldes wissenschaftlich zu begründen und damit zur Entwicklung von Grundlagen einer nicht nur freiheitlichen und effizienten, sondern auch gerechten und friedlichen Wirtschaft beizutragen. Die Zeitschrift versteht sich als ein offenes Forum für die Suche nach den ordnungspolitischen Grundlagen einer „Marktwirtschaft ohne Kapitalismus“, in der die Konjunktur stabilisiert, arbeitsloses Einkommen durch Überwindung der Kapitalknappheit und damit des Zinses beseitigt und der Wettbewerb von monopolistischen und oligopolistischen Vermachtungen befreit wird.